# Microsoft Office Specialist

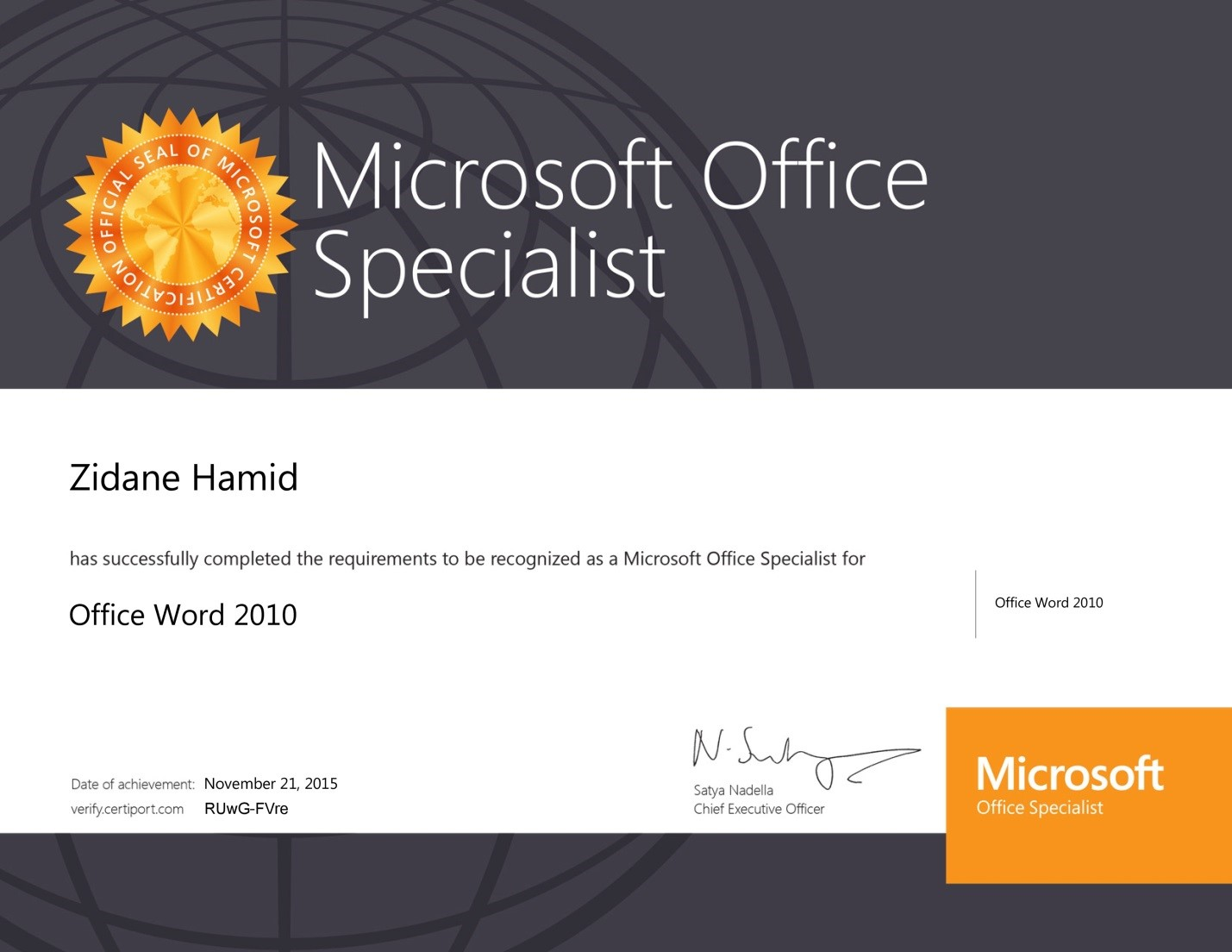
Youngest Microsoft Office Specialist

Microsoft Office Specialist (MOS, aussi appelée en français Certification Office) est une certification Microsoft indiquant qu'un professionnel est un expert de Microsoft Office. Cette certification se présente sous forme de deux niveaux : basique ou expert. 
Elle concerne tous les logiciels de la Suite Office. Pour passer cette certification il faut que le centre de formation soit habilité. Plusieurs éléments sont notés, le candidat doit obtenir 50% ou plus pour obtenir le MOS.
La certification se présente sous forme de liste de tâches à effectuer. Le candidat a accès au document final afin de vérifier. Le test est chronométré et dure 60 minutes.